# Jean Grave

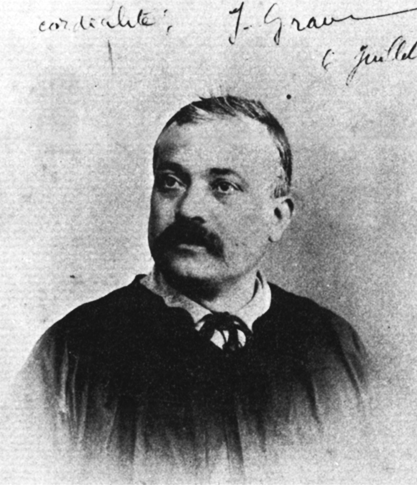
Jean Grave.

Jean Grave (16 d'octubre, 1854 - 8 de desembre, de 1939) era un important activista en el moviment anarquista francès. Col·laborà en La Révolté d'Elisée Reclus. Inicialment tenia idees socialistes, però es convertí en anarquista després de 1880 i popularitzà les idees de Piotr Kropotkin.
El 1892 va escriure La société mourante et l'anarchie, començat per Octave Mirbeau, pel qual motiu fou condemnat a dos anys a la presó. Mirbeau, com Elisée Reclus, Paul Adam, i Bernard Lazare testificaren inútilment a favor seu.
El 1895 començà a publicar la revista Les temps nouveaux, molt influent en cercles literaris i artístics del temps. Molts artistes coneguts (com Aristide Delannoy, Maximilien Luce, Paul Signac, Alexandre Steinlen, Théo van Rysselberghe, Camille Pissarro, Kees Van Dongen, George Willaume, etc.) ajudaren a il·lustrar-la i a finançar-la.
El 1914 marxà a Anglaterra amb Kropotkin i provocà les ires d'anarquistes contraris a la guerra signant la Proclamació del 16, que donava suport als aliats durant la Primera Guerra Mundial. Els seus texts foren traduïts al castellà per Josep Prat.

## Obres
- La société mourante et l'anarchie (1892)
- Les aventures d'en Nono (1901)
- Le Mouvement libertaire sous la IIIe république